# 福連木の子守唄
福連木の子守唄（ふくれぎのこもりうた）は、熊本県天草市（旧天草郡天草町）福連木地区に古くから伝わる子守唄である。同県球磨郡五木村に伝わる五木の子守唄よりも先にできたものであり、地元、福連木小学校をはじめ、数々の人により伝承されている。
福連木地区には「福連木子守唄公園」があり、毎年11月には「福連木子守唄＆童謡まつり」が行われている。